# جون آدامز هاربر
جون آدامز هاربر (بالإنجليزية: John Adams Harper)‏ هو محامي وسياسي أمريكي، ولد في 2 نوفمبر 1779 في مانشستر في الولايات المتحدة، وتوفي في 18 يونيو 1816 في لاكونيا في الولايات المتحدة. حزبياً، نشط في الحزب الجمهوري الديمقراطي. وقد انتخب عضو مجلس النواب الأمريكي.